# 宮崎西バイパス
宮崎西バイパス（みやざきにしバイパス）は、宮崎県の宮崎市大橋から宮崎市大字富吉に至る総延長5.7kmの国道10号バイパスである。ここでは宮崎西IC関連事業についても記述する。

## 概要
宮崎西バイパス
- 起点：宮崎県宮崎市大橋3丁目
- 終点：宮崎県宮崎市大字富吉（下富吉交差点付近）
- 総延長：5.7km
- 車線数：4車線（一部暫定2車線[注釈 1][1]）

1974年（昭和49年）に事業化され、2000年（平成12年）に全区間での供用を開始した。このうち4車線化が完了しているは一部区間にとどまっており、途中に暫定2車線区間がいくつか存在する。
元々、国道10号は橘橋を渡り現在パチンコ店のある交差点（中村一丁目交差点）で国道220号と分岐し、西に進むコースであった（現在は一部が県道17号南俣宮崎線、その他は宮崎市道に格下げされているが、都市計画道路『宮崎内環状線』）。宮崎大橋の完成を期に、現状のデパート前での分岐に変更されており橘通りのアーケードは国道220号に変更されることとなる。
全線開通するまでは、旧道全線において渋滞が激しかったが現在はその他迂回できる幹線道路も完成し渋滞が緩和されている。

### 事業延長の変遷
宮崎西バイパスの計画当初の総延長は5.3kmであった。
1995年、宮崎西IC関連の調査開始に伴い事業延長の見直しが行われる。当時バイパスの未供用区間であった浮田 - 富吉間（現・浮田ランプ以西の2.0km）は宮崎西IC関連に取り込まれ、西バイパスの事業区間は大橋3丁目 - 浮田間（総延長3.3km）に一旦縮小となる。
その後1997年に再び事業延長の見直しが行われ、今度は宮崎西バイパスが宮崎西IC関連（2.4km）を取り込む形となる。これにより最終的な事業延長は5.7kmとなり、結果的に当初の5.3kmから終点方向へ400m拡大される形となった。

## 歴史
- 1974年：宮崎西バイパス事業化。総延長5.3km[1]。
- 1988年3月：大橋3丁目（起点） - 大塚町（西の原交差点）間（1.4km）、4車線で供用開始。
- 1989年4月：大塚町 - 大塚台西1丁目（高場池橋東詰）間（0.6km）、暫定2車線で供用開始。
- 1995年：浮田 - 富吉間（2.0km）が宮崎西IC関連に取り込まれる[1]。宮崎西バイパスの事業延長は3.3kmに縮小。
- 1996年
  - 3月：大塚町 - 大塚台西1丁目間（0.6km）、4車線化完了。
  - 12月：大塚台西1丁目 - 浮田（浮田ランプ交差点）間（1.3km）、暫定2車線で供用開始。
- 1997年：事業延長を再度見直し。宮崎西IC関連（2.4km）を宮崎西バイパスに取り込み、事業延長は5.7kmに拡大となる[1]。
- 2000年
  - 1月：浮田 - 富吉（宮崎西IC付近）間（2.0km）、暫定2車線で供用開始。
  - 3月：富吉（宮崎西IC付近） - 富吉（下富吉交差点付近）間（0.4km）、暫定2車線で供用開始により宮崎西バイパス全線開通。東九州自動車道と接続。
- 2001年3月：浮田地区に生目高架橋（1.0km）が完成。暫定2車線で供用開始。
- 2004年3月：生目トンネル北坑口 - 宮崎西IC付近（1.2km）、4車線化完了。

## 接続路線
- 宮崎県道17号宮崎南俣線
- 宮崎県道334号生目浮田線
- 宮崎県道9号宮崎西環状線
- E10 東九州自動車道 - 宮崎西インターチェンジ

## 路線状況

### 車線数
| 区間                             | 車線 上下線=上り線+下り線 | 区間延長 |
| -------------------------------- | ------------------------- | -------- |
| 大橋3丁目（起点） - 西の原交差点 | 4=2+2                     | 1.4km    |
| 西の原交差点 - 高場池橋東詰      | 4=2+2                     | 0.6km    |
| 高場池橋東詰 - 生目高架橋西詰    | 2=1+1 （暫定2車線）       | 1.7km    |
| 生目高架橋西詰 - 生目TN北坑口    | 3=1+2 （暫定2車線）       | 0.4km    |
| 生目TN北坑口 - 宮崎西IC          | 4=2+2                     | 1.2km    |
| 宮崎西IC - 下富吉交差点          | 3=2+1 （暫定2車線）       | 0.4km    |